# 塩草が丘
塩草が丘（しおくさがおか）は愛知県瀬戸市祖母懐連区の町名。現行行政地名は塩草が丘1丁目から4丁目。

## 地理
- 瀬戸市の南部に位置する。西を若宮町、北を川合町、東から南を塩草町と隣接している[8]。
- 瀬戸塩草土地区画整理事業の換地処分に伴い、塩草町の一部から新しい町丁として誕生した[2]。

### 学区
市立小・中学校に通う場合、学区は以下の通りとなる。また、公立高等学校普通科に通う場合の学区は以下の通りとなる。
| 町丁・丁目    | 番・番地等 | 小学校                 | 中学校                 | 高等学校 |
| ------------- | ---------- | ---------------------- | ---------------------- | -------- |
| 塩草が丘1丁目 | 全域       | 瀬戸市立にじの丘小学校 | 瀬戸市立にじの丘中学校 | 尾張学区 |
| 塩草が丘2丁目 | 全域       | 瀬戸市立にじの丘小学校 | 瀬戸市立にじの丘中学校 | 尾張学区 |
| 塩草が丘3丁目 | 全域       | 瀬戸市立にじの丘小学校 | 瀬戸市立にじの丘中学校 | 尾張学区 |
| 塩草が丘4丁目 | 全域       | 瀬戸市立にじの丘小学校 | 瀬戸市立にじの丘中学校 | 尾張学区 |

## 歴史

### 町名の由来
区画整理事業によって人口が増加し、新しい町として独立させる際、塩草町の丘の部分に当たることから名付けられたと推察される。

### 沿革
- 2023年（令和5年）9月16日 - 瀬戸市塩草町の一部により、同市塩草が丘として成立[2]。

## 世帯数と人口
2024年（令和6年）1月1日現在の世帯数と人口は以下の通りである。
| 町丁・丁目    | 世帯数  | 人口    |
| ------------- | ------- | ------- |
| 塩草が丘1丁目 | 214世帯 | 667人   |
| 塩草が丘2丁目 | 92世帯  | 254人   |
| 塩草が丘3丁目 | 144世帯 | 403人   |
| 塩草が丘4丁目 | 62世帯  | 154人   |
| 計            | 512世帯 | 1,478人 |

## 交通

### 鉄道
町内に鉄道は走っていない。最寄り駅は名鉄瀬戸線尾張瀬戸駅、または愛知環状鉄道・愛知環状鉄道線山口駅になる。

### バス
名鉄バス「東山線」
- 【11】【12】瀬戸駅前 - 一里塚 - 赤津 系統 ： 塩草町西バス停・塩草町バス停

- 塩草町西バス停
- 塩草町バス停

### 道路
国道248号（瀬戸東バイパス）・愛知県道22号瀬戸環状線（重複区間） ： 町の南部を東西に貫くように通っている。

## 施設
- 瀬戸塩草区画整理組合 ： 塩草土地区画整理事業の施行者。町の南西部にあり、事業が完了した後には塩草5号公園が整備される予定となっている。
  - 塩草5号公園 ： 0.1haの公園が計画されているが、2023年11月1日現在未供用[11]。
- 塩草1号公園 ： 町の西部にある公園。2つの公園が繋がったような構造をしており、すべり台や滑車遊具、ネット遊具がある。
- 塩草2号公園 ： 町の北西部にある公園。広いグラウンドの中にコンビネーション遊具がある。
- 塩草3号公園 ： 町の北部にある公園。コンビネーション遊具がある。
- 塩草4号公園 ： 町の北東部にある公園。2つの公園が繋がったような構造をしており、ネット遊具がある。
- 塩草6号公園 ： 町の中央部にある公園。ブランコ・鉄棒・コンビネーション遊具がある。
- 塩草7号公園 ： 町の南東部にある公園。健康遊具がある。

- 瀬戸塩草区画整理組合
- 塩草1号公園
- 塩草2号公園
- 塩草3号公園
- 塩草4号公園
- 塩草6号公園
- 塩草7号公園

## その他

### 日本郵便
- 郵便番号 : 489-0899[6]（集配局：瀬戸郵便局[12]）。